# Natzaret (métro de Valence)
Natzaret est une station terminus de la ligne 10 du métro de Valence. Elle est située rue de Fontilles, dans le district des Poblats Marítims, à Valence.

## Situation sur le réseau
Établie en surface, la station Natzaret du métro de Valence est située sur la ligne 10, dont elle constitue le terminus est, après Moreres.

## Histoire
La station ouvre au public le 17 mai 2022, à l'occasion de la mise en service de la ligne 10.